# 弓上水库
弓上水库是中国河南省安阳市林州市境内的一座水库，位于淅河上，建于1960年。水库正常库容为1580万立方米，集雨面积为605平方千米，海拔为498米。